# Piotr Małachowski
Piotr Małachowski (Żuromin, 7 juni 1983) is een Poolse discuswerper. Hij werd Europees kampioen en meervoudig Pools kampioen in deze discipline. Hij nam driemaal deel aan de Olympische Spelen en won hierbij in totaal twee zilveren medailles.

## Loopbaan
Nadat Małachowski in 2005 Pools kampioen was geworden bij het discuswerpen, won hij een zilveren medaille op de Europese kampioenschappen voor neo-senioren. Een jaar later werd hij zesde op de Europese kampioenschappen in Göteborg en op de wereldkampioenschappen in Osaka werd hij twaalfde.
Op 19 augustus 2008 won Małachowski op de Olympische Spelen van Peking een zilveren medaille bij het discuswerpen. Met een beste poging van 67,82 m eindigde hij achter de Est Gerd Kanter (goud; 68,82) en voor de Litouwer Virgilijus Alekna (brons; 67,79).
Vier jaar later eindigde hij op de Olympische Spelen in Londen op een vijfde plaats.

## Titels
- Europees kampioen discuswerpen - 2010, 2016
- Pools kampioen discuswerpen - 2005, 2006, 2007, 2008, 2009, 2010, 2012, 2013, 2014, 2015, 2016

## Persoonlijk record
| Onderdeel    | Prestatie | Datum       | Plaats  |
| ------------ | --------- | ----------- | ------- |
| discuswerpen | 71,84 m   | 8 juni 2013 | Hengelo |

## Palmares

### discuswerpen
Kampioenschappen
- 2001: 5e EK junioren - 52,37 m
- 2002: 6e WJK - 60,46 m
- 2003: 9e EK U23 - 54,79 m
- 2005:  EK U23 - 63,99 m
- 2006:  Europese Wintercup - 65,01 m
- 2006:  Europacup - 66,21 m
- 2006: 6e EK - 64,57 m
- 2006: 6e Wereldatletiekfinale - 62,50 m
- 2007:  Europese Wintercup - 65,06 m
- 2007: 12e WK - 60,77 m
- 2007:  Wereldatletiekfinale - 65,35 m
- 2008:  OS - 67,82 m
- 2008:  Wereldatletiekfinale - 66,07 m
- 2009:  EK team - 66,24 m
- 2009:  WK - 69,15 m
- 2009:  Wereldatletiekfinale - 65,60 m
- 2010:  EK - 68,87 m
- 2010: 4e IAAF/VTB Bank Continental Cup - 64,20 m
- 2011: 9e WK - 63,37 m
- 2012: 5e OS - 67,19 m
- 2013:  WK - 68,36 m
- 2014: 4e EK - 63,54 m
- 2015:  FBK Games - 65,87 m
- 2015:  WK - 67,40 m
- 2016:  EK - 67,06 m
- 2016:  OS - 67,55 m
- 2017: 5e WK - 65,24 m

Golden League-podiumplekken
- 2007:  Bislett Games – 66,00 m
- 2009:  ISTAF – 67,70 m

Diamond League-podiumplekken
- 2010:  Eindzege Diamond League
- 2010:  Shanghai Golden Grand Prix – 68,66 m
- 2010:  Golden Gala – 68,78 m
- 2010:  British Grand Prix – 69,83 m
- 2010:  Herculis – 66,45 m
- 2010:  Weltklasse Zürich – 68,48 m
- 2011:  Prefontaine Classic – 65,95 m
- 2011:  Meeting Areva – 67,26 m
- 2011:  DN Galan – 64,96 m
- 2012:  Qatar Athletic Super Grand Prix – 67,53 m
- 2013:  Shanghai Golden Grand Prix – 67,34 m
- 2013:  Prefontaine Classic – 68,19 m
- 2013:  London Grand Prix – 67,35 m
- 2013:  DN Galan – 65,86 m
- 2014:  Qatar Athletic Super Grand Prix – 66,72 m
- 2014:  Golden Gala – 65,86 m
- 2014:  Adidas Grand Prix – 65,56 m
- 2014:  Athletissima – 66,63 m
- 2014:  Herculis – 65,84 m
- 2016:  Qatar Athletic Super Grand Prix - 68,03 m
- 2016:  Meeting International Mohammed VI d'Athlétisme de Rabat - 67,45 m

1983: Imrich Bugár ·
1987: Jürgen Schult ·
1991: Lars Riedel ·
1993: Lars Riedel ·
1995: Lars Riedel ·
1997: Lars Riedel ·
1999: Anthony Washington ·
2001: Lars Riedel ·
2003: Virgilijus Alekna ·
2005: Virgilijus Alekna ·
2007: Gerd Kanter ·
2009: Robert Harting ·
2011: Robert Harting ·
2013: Robert Harting ·
2015: Piotr Małachowski ·
2017: Andrius Gudžius ·
2019: Daniel Ståhl ·
2022: Kristjan Čeh ·
2023: Daniel Ståhl
- World Athletics: 14217144
- Virtual International Authority File: 8543147270622735700008